# 馬宮村
馬宮村（まみやむら）は、埼玉県北足立郡にかつて存在した村である。現在のさいたま市西区の南西部にあたる。

## 概要
西部に荒川が流れており、かつては足立郡と入間郡の境界になっていたが、改修工事で流れが変わってしまったため、村域の一部の湯木や塚本、飯田新田（現・西区湯木町1〜2丁目、塚本町1〜3丁目など）が入間郡側にとり残される形で対岸の飛び地になっている（現在はかつての荒川の流れであるびん沼川がさいたま市と富士見市、川越市との境界となっている）。馬宮の村名は馬宮東小学校、馬宮西小学校、馬宮中学校などに名を留めている。
現在馬宮地区内に鉄道駅はないが、1940年までは路面電車の西武大宮線が運行されていた。馬宮村内には高木駅、西遊馬駅の2停留所が設置された。

## 馬宮地区の概況
現在のこの地区は住宅地化も進行したが、それでもなお農地が残り、旧大宮市内でももっとも辺鄙な地区の一つである。
荒川沿いの低地に位置し、河川敷にはゴルフ場がある。

### 河川・湖沼
- 荒川
- びん沼川
- 地蔵沼
- 山王堀
- 丸堀

など

## 沿革
- 1889年（明治22年）4月1日 - 町村制施行に伴い、北足立郡西遊馬村・土屋村・二ッ宮村・飯田新田および植田谷本村新田の一部の区域をもって成立する[1]。馬宮村の名は西遊馬の「馬」と二ツ宮の「宮」から採られた。
- 1934年（昭和9年）7月23日 - 荒川で隔てられていた村域の東部と西部を結ぶ治水橋が開通する[2]。
- 1955年（昭和30年）1月1日 - 植水村・片柳村・指扇村・七里村・春岡村とともに大宮市へ編入される[3]。同日馬宮村廃止。